# Follikelsprung

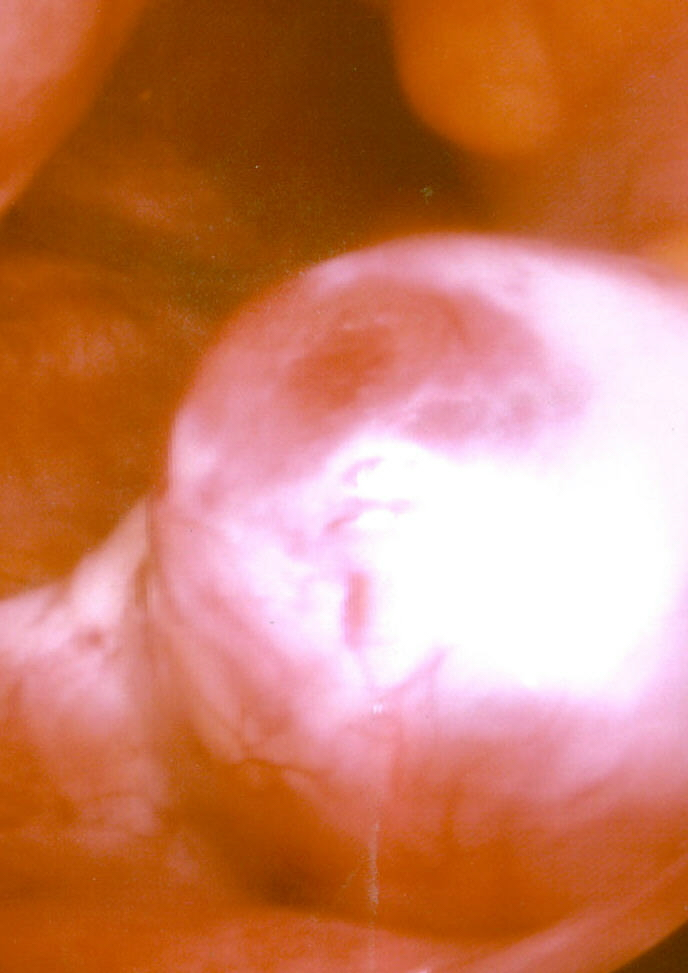
Aufnahme einer Ovulation

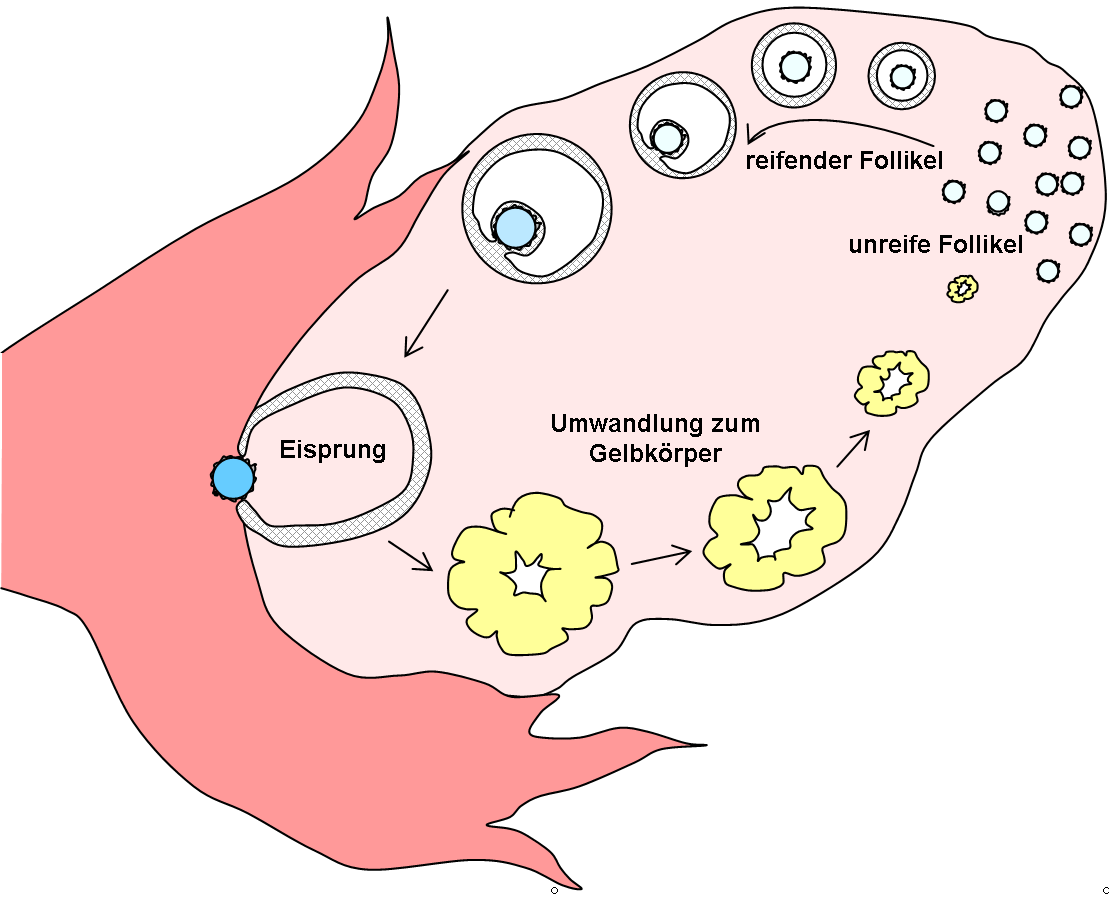
Vorgänge im Eierstock während der Eizellenreifung

Der Follikelsprung (auch Eisprung genannt oder Ovulation von lateinisch ovulum, der Verkleinerungsform von ovum für ‚Ei‘) ist die periodische Ausstoßung einer unbefruchteten Eizelle aus einem sprungreifen Follikel des Eierstocks während der Ovulationsphase des Menstruationszyklus einer Frau. Beim Follikelsprung wird die Eizelle aktiv in den Eileiter aufgenommen, wo sie dann durch ein Spermium befruchtet werden kann. Bereits im 12. Jahrhundert bestimmte Maimonides, ein andalusisch-nordafrikanischer Gelehrter, den 14. Zyklustag als den fruchtbaren Tag  (als 1. Tag wird der erste Tag der Monatsblutung bezeichnet). Der Zweck des Menstruationszyklus, der Eisprung, wurde 1842 von Theodor Bischoff und von Félix Archimède Pouchet in seiner Bedeutung erkannt.

## Physiologie
Der Eisprung ist die Voraussetzung für eine Verschmelzung von Eizelle und Spermium. Die Eizelle reift innerhalb des Eierstocks heran und wird – je nach Länge der Eireifungsphase früher oder später im Ovarialzyklus – in den Eileiter ausgestoßen, wo während dieser fruchtbaren Phase – d. h. wenn die Spermien einen geöffneten Muttermund und Zervixschleim vorfinden – bereits einige Minuten nach dem Samenerguss Spermien nachgewiesen werden können.
Die Eierstöcke beherbergen bei der Geburt zusammen etwa 1–2 Millionen Eizellen. Die Eizellen werden von Begleitzellen umgeben. Eine Eizelle und ihre Begleitzellen bilden zusammen einen so genannten Follikel. In jedem Zyklus reifen 10–20 Follikel (bezeichnet als Kohorte) heran, von denen schließlich ein Follikel dominant wird und zum sprungreifen Follikel heranwächst.
Obwohl es zwei Eierstöcke gibt, wird bei der Frau und anderen Monopara normalerweise nur eine Eizelle pro Zyklus entwickelt. Welcher Eierstock zum Follikel-Lieferanten wird, ist im Wesentlichen zufällig, denn es gibt keine Rechts-links-Koordination. Die Entwicklung der Follikel und der Eisprung werden durch ein hormonelles Regelsystem gesteuert, das sich zwischen dem Hypothalamus (einer Region im Zwischenhirn), der Hirnanhangdrüse und den Eierstöcken ausspannt. Im Hypothalamus wird das Hormon Gonadoliberin (GnRH) ausgeschüttet, welches in der Hirnanhangsdrüse die Produktion der gonadotropen Hormone LH (Luteinisierendes Hormon) und FSH (Follikelstimulierendes Hormon) verstärkt. Durch die Wirkung von FSH kommt es zu einem schnellen Wachstum einer Kohorte von Follikeln innerhalb der Eierstöcke. FSH ermöglicht zudem die verstärkte Bildung von Estrogenen in den Follikeln. Bei Multiparen finden in einer Brunst mehrere Follikelsprünge statt (Polyovulation, Mehrfachovulation).
Die Auswahl des dominanten Follikels beruht auf einem negativen Rückkopplungsprozess. Die durch die Follikel produzierten Estrogene (hauptsächlich Estradiol) hemmen die Ausschüttung von FSH aus der Hirnanhangsdrüse. Der am weitesten gereifte Follikel zeichnet sich durch eine höhere Empfindlichkeit seiner Rezeptoren gegenüber FSH aus. Er schüttet zudem das Hormon Inhibin aus, das ebenfalls die FSH-Produktion der Hirnanhangsdrüse hemmt. Die verminderte Verfügbarkeit von FSH führt dazu, dass die weniger gereiften Follikel absterben (Atresie) und nur noch der dominante Follikel übrigbleibt. Dieser reift zum sprungbereiten Follikel aus und erhöht seine Estradiol-Produktion massiv.
Diese verstärkte Estradiol-Ausschüttung durch den Follikel führt zu einer plötzlichen Ausschüttung großer Mengen von LH aus der Hirnanhangsdrüse (durch den Prozess einer positiven Rückkopplung). Dieser als LH-Spitze oder LH-Peak bezeichnete Anstieg der LH-Konzentration führt etwa 24 Stunden später zum Eisprung. Hierbei verursacht der sprungbereite Follikel zunächst eine Vorwölbung der Eierstockwand, die als Stigma bezeichnet wird. Die Follikelwand, die Oberfläche des Eierstocks und dazwischenliegendes Bindegewebe werden durch Enzyme zersetzt (proteolytische Enzyme). Im nächsten Schritt entleert sich der Follikel, so dass die Eizelle herausgestoßen und vom Eileiter aufgenommen wird. Unterstützt wird dieser Prozess durch kontraktile Bindegewebszellen (Myofibroblasten), die als Theca externa den Follikel umscheiden. Der kollabierte Follikel wandelt sich danach unter dem Einfluss von LH in den Gelbkörper um.

Schematische Darstellung eines Ovarialzyklus, bei Säugetieren mit einer zyklischen oder spontanen Ovulation.

### Zeitpunkt des Follikelsprungs bei Frauen
Bei Frauen findet der Eisprung im Regelfall 10–16 Tage vor der nächsten Menstruationsblutung statt. Irreführend ist die häufig gemachte Angabe „etwa am 14. Zyklustag“ oder „etwa zur Mitte des Zyklus“, weil dies einen 28-Tage-Zyklus voraussetzt. Neuere Untersuchungen belegen, dass der 28-Tage-Zyklus auch bei gesunden Frauen nur bei etwa 13 % der Zyklen vorkommt. Der Eisprung findet je nach Dauer der Eireifungsphase an unterschiedlichen Tagen des Menstruationszyklus statt. Bei rund 25 % der Fälle findet der Eisprung tatsächlich am 14. oder 15. Zyklustag statt. Bei 60 % der Fälle findet er erst nach dem 14. Zyklustag statt und bei 5 % bereits am 11. Zyklustag oder noch früher. Entsprechend variabel ist auch die fruchtbare Zeit: Berechnet man die etwa fünftägige Überlebenszeit der Spermien mit ein, kann bei einem frühen Eisprung ein Geschlechtsverkehr am 6. oder 7. Zyklustag bereits zu einer Schwangerschaft führen. Umgekehrt sind gerade junge Frauen mit späteren Eisprüngen nicht selten erst dann fruchtbar, wenn man – dem klassischen 28-Tage-Zyklus entsprechend – bereits wieder die nächste Blutung erwarten würde.
Die „fruchtbaren Tage“ – also jene Zeit, in der die Eizelle befruchtet werden kann – beginnen fünf Tage vor dem Eisprung, wobei die Chance für eine Schwangerschaft am Tag vor dem Eisprung bei 31 % und am Tag des Eisprungs bei 33 % liegt.

## Verhaltensbiologische Wirkung der Hormone und Pheromone
Beim Eisprung wird schubartig Estradiol aus dem geöffneten Follikel freigesetzt, welches das sexuelle Verlangen der Frau erhöht. Gleichzeitig entsteht im weiblichen Vaginalsekret eine erhöhte Konzentration der Kopuline, die dem Mann olfaktorisch die Empfängnisbereitschaft signalisieren und ihre sexuelle Anziehung damit unbewusst erhöhen.

## Hemmung der Ovulation
Die Ovulationshemmung (Hemmung des Eisprungs bzw. Follikelsprungs) dient der hormonellen Empfängnisverhütung, wie sie beispielsweise mithilfe der kombinierten östrogenhaltigen Antibabypille, den neueren Minipillen, dem Vaginalring, der 3-Monats-Spritze und dem Verhütungspflaster erreicht werden kann. Die Wirkung der sogenannten „Pille danach“ besteht darin, einen (unmittelbar bevorstehenden) Eisprung zu verschieben.
Grundlage der Ovulationshemmung ist die Beeinflussung des hormonellen Regelkreises, der die Reifung und Entwicklung der Follikel in den Eierstöcken steuert (Hypothalamus-Hypophyse-Ovar-Regelkreis; vgl. oben und unter Menstruationszyklus). Durch die Gabe von weiblichen Sexualhormonen aus der Gruppe der Estrogene und Gestagene wird die Ausschüttung des Hormons Gonadoliberin aus dem Hypothalamus und infolgedessen die natürliche Ausschüttung (s. o.) der Hormone LH und FSH aus der Hirnanhangsdrüse (der Hypophyse) gehemmt. Dies führt dazu, dass die oben geschilderte LH-Spitze, die für die Ovulation notwendig ist, nicht eintritt.
Neben der Ovulation wird auch die vorhergehende Follikelreifung durch die erniedrigte FSH-Konzentration beeinträchtigt. Bei Verhütungsmitteln, die nur Gestagene enthalten, wie beispielsweise die Minipille, finden bei einigen Frauen gelegentlich Ovulationen statt, da Gestagene in niedrigen Dosierungen die FSH-Ausschüttung nicht ausreichend hemmen. Für die empfängnisverhütende Wirkung der Minipille ist daher die zusätzliche Verdickung des Zervikalsekrets (Schleim des Gebärmutterhalses) entscheidend. Hierdurch gelingt es den Spermien nicht oder nur sehr vereinzelt, von der Scheide in die Gebärmutter überzutreten.
Eine natürliche Form der Ovulationshemmung, die allerdings erst stattfindet, nachdem bereits eine Schwangerschaft eingetreten ist, bewirkt das vom Embryo ans mütterliche Blut abgegebene Hormon HCG.

## Superovulation
Die Erhöhung der Zahl ovulierender Follikel nennt man Superovulation. Sie wird durch Hormongabe ausgelöst und vor allem zur Gewinnung von Eizellen für die In-vitro-Fertilisation und für den Embryotransfer durchgeführt.

## Störungen der Ovulation und verschiedene Zyklusformen
Verschiedene Arten von psychischem oder physischem Stress (z. B. Hochleistungssport, Diäten, Essstörungen, Prüfungen) können – über die hypothalamisch-hypophysäre Achse – den Zyklus beeinflussen und zu Zyklusstörungen bis hin zur Ovarialinsuffizienz führen. Während der Pubertät, in den Wechseljahren und nach einer Schwangerschaft bzw. während der Stillzeit sind diese besonderen Zyklusformen als physiologisch anzusehen. Sie treten typischerweise auch nach dem Absetzen von hormonellen Verhütungsmethoden gehäuft auf. Die Fertilität ist bei all diesen Zyklusformen vermindert bzw. aufgehoben.
Als besondere Zyklusformen bzw. Zyklusstörungen gelten
- Zyklen mit einer stark verlängerten Follikelreifungsphase (Zyklen >35 Tage),
- Zyklen mit einer Gelbkörperschwäche (Lutealinsuffizienz), bei der die Gelbkörperphase kürzer als 10 Tage dauert,
- anovulatorische Zyklen, bei denen es zu keiner Ovulation kommt. Rein deskriptiv werden solche Zyklen auch als „monophasische Zyklen“ bezeichnet, weil es bei der Zyklusdiagnostik mittels Basaltemperaturmessung zu keinem Temperaturanstieg und zu keiner Hochlage kommt. Zu einer Blutung kommt es dennoch, da auch ohne Ovulation die Gebärmutterschleimhaut, die durch das Östrogen in der Proliferationsphase aufgebaut wurde, mit dem Östrogenabfall wieder abblutet.
- eine Amenorrhoe, d. h. das Ausbleiben der Menstruationsblutung für mehr als drei Monate.

Eine Störung der Ovulation kann beispielsweise durch eine Follikelreifungsstörung im Rahmen des Polyzystischen Ovarialsyndroms auftreten. Dabei kann die Ovulation mit verringerter Häufigkeit erfolgen (Oligoovulation) oder weitgehend bis vollständig unterbleiben (Anovulation).
Etwa 30 % aller Frauen leiden im Laufe ihres Lebens unter einer Ovaluationsstörung. Da sie sich aufgrund ihres bisher nicht erfüllten Schwangerschaftswunsches unterbewusst weiterem Stress aussetzen, steigt die Gefahr der Unfruchtbarkeit zusätzlich an.
Zur Behandlung einer ausbleibenden Ovulation wurde sogenanntes gekoppeltes Estrogen verwendet.

## Besonderheiten im Tierreich
Säugetiere zeigen allgemein zwei wesentliche Formen der Ovulation, so evolutionierte sich die Koitus-induzierte Ovulation wahrscheinlich als Erstes. Daraus entstand, als Anpassung an neue Faktoren, dann später die abgeleitete Eigenschaft der zyklischen oder spontanen Ovulation. Bei Säugetieren, die eine Koitus-induzierte Ovulation zeigen (englisch coitus-induced ovulation), spielen neben der Wirkung neuronaler olfaktorischer (Wirbeltierpheromone) und emotionaler Reiz auch neuroendokrine Systeme eine Rolle. Sie sind an der spontanen und reflexinduzierten Ovulation beteiligt, hierzu zählen das hypothalamisch-hypophysäre-gonadokinetische System und die neurohormonalen Wege für coitomimetische Stimuli. Die Übersetzung der vaginal-clitoralen Stimulation in gonadomimetische humorale Botschaften, die vom Hypothalamus bzw. der hinteren Hypophyse zur Freisetzung von Luteinisierendes Hormon (LH) und Prolaktin führen, sind komplex und noch nicht ausreichend beschrieben. Der weibliche Orgasmus spielt bei der Koitus-induzierten Ovulation eine direkte reproduktive Rolle. Als unterstützender Reflex hilft er den Eisprung zu induzieren.
Auch Katzen haben eine mechanisch induzierte Ovulation (englisch coitus-induced ovulation), die durch den Kater ausgelöst wird.
Hühner zum Beispiel, die zu den Sauropsiden zählen und die sich prinzipiell durch Eiablage (vergleiche Amnioten) fortpflanzen, haben täglich aufeinander folgende Ovulationen.
Gelegentlich wird in der Zoologie bei Vögeln (fälschlich?) auch die Eiablage selbst (also das eigentliche Eierlegen, die Oviposition, mit dem Ovipositor) ebenfalls als Ovulation bezeichnet. So hat auch die Eiausstoßung zwei Bedeutungen. Bei täglich legenden Legehennen beträgt der zeitliche Abstand zwischen Ovulation und Oviposition einen Tag. Jedes Ovar hat also ungefähr bei Hennen einen 48-Stunden-Zyklus und bei Frauen einen 56-Tage-Zyklus.